# Матер (округ Сакраменто, Каліфорнія)
Матер (англ. Mather) — переписна місцевість (CDP) в США, в окрузі Сакраменто штату Каліфорнія. Населення — 4698 осіб (2020).

## Географія
Матер розташований за координатами 38°32′54″ пн. ш. 121°17′2″ зх. д. / 38.54833° пн. ш. 121.28389° зх. д. (38.548362, -121.283841).  За даними Бюро перепису населення США в 2010 році переписна місцевість мала площу 25,97 км², з яких 25,90 км² — суходіл та 0,06 км² — водойми.

## Демографія
Згідно з переписом 2010 року, у переписній місцевості мешкала 4451 особа в 1436 домогосподарствах у складі 1079 родин. Густота населення становила 171 особа/км².  Було 1520 помешкань (59/км²).
Расовий склад населення:
| - 55,7 % — білих - 19,1 % — азіатів - 8,8 % — чорних або афроамериканців - 1,9 % — вихідців з тихоокеанських островів - 0,9 % — корінних американців - 6,0 % — осіб інших рас |

До двох чи більше рас належало 7,6 %. Частка іспаномовних становила 15,8 % від усіх жителів.
За віковим діапазоном населення розподілялося таким чином: 30,5 % — особи молодші 18 років, 64,6 % — особи у віці 18—64 років, 4,9 % — особи у віці 65 років та старші. Медіана віку мешканця становила 31,6 року. На 100 осіб жіночої статі у переписній місцевості припадало 100,1 чоловіків;  на 100 жінок у віці від 18 років та старших — 96,7 чоловіків також старших 18 років.
Середній дохід на одне домашнє господарство  становив 93 287 доларів США (медіана — 79 784), а середній дохід на одну сім'ю — 100 820 доларів (медіана — 89 138). Медіана доходів становила 61 250 доларів для чоловіків та 58 333 долари для жінок. За межею бідності перебувало 6,7 % осіб, у тому числі 3,2 % дітей у віці до 18 років та 1,8 % осіб у віці 65 років та старших.
Цивільне працевлаштоване населення становило 2010 осіб. Основні галузі зайнятості: освіта, охорона здоров'я та соціальна допомога — 28,2 %, науковці, спеціалісти, менеджери — 13,0 %, публічна адміністрація — 12,0 %.